# The Compleat Beatles
The Compleat Beatles, lanzado en 1982, es un documental de dos horas de duración en el cual es una crónica de la carrera de la banda inglesa de rock The Beatles. A pesar de que desde entonces ha sido desplazado por el documental The Beatles Anthology, The Compleat Beatles fue por muchos años en gran medida considerado como el documental más relevante sobre los Beatles. 
Narrado por el actor Malcolm McDowell, e incluye unas extensas entrevistas con numerosas fuentes cercanas a los Beatles. Algunas de las personas entrevistadas son el productor George Martin, su primer mánager Allan Williams, el DJ del Cavern Club Bob Wooler, el escritor de música Bill Harry, y los músicos como Gerry Marsden, Billy J. Kramer, Marianne Faithfull, Billy Preston y Tony Sheridan. La película también incluye el material de archivo con las entrevistas a los miembros de los Beatles y su mánager Brian Epstein. Los autores Nicholas Schaffner y Wilfrid Mellers son algunos de los comentaristas que ofrecen sus puntos de vista sobre la carrera de la banda. The Compleat Beatles también cuenta con el material de archivo de los primeros conciertos, además del detrás de escena de la realización de sus discos, y material de archivo de sus fanáticas.
Dirigido por Patrick Montgomery, el documental fue producido por Delilah Films/Electronic Arts Pictures y lanzado en los cines por Metro-Goldwyn-Mayer y United Artists en 1984.